# Douglas XFD
El Douglas XFD fue un avión biplano embarcado de caza, el primer caza construido por la compañía Douglas Aircraft.

## Desarrollo y diseño
El XFD se diseñó según la Especificación Nº 311 del Departamento de Aeronáutica, que solicitaba un caza biplano de dos plazas y embarcado. El 30 de junio de 1932, la Armada estadounidense ordenó la construcción del XFD, y los Vought XF3U y Curtiss XF12C para evaluarlos. El XFD era totalmente metálico, excepto por su recubrimiento de tela. La tripulación se sentaba en tándem en una única cabina, cerrada por una larga cubierta. Tenía tren de aterrizaje fijo con rueda de cola y estaba propulsado por un motor Pratt & Whitney Wasp. Voló por primera vez en 1933, y fue evaluado por la Armada estadounidense entre el 18 de junio de 1933 y el 14 de agosto de 1934. El XFD funcionó bien, pero la Armada estadounidense había dejado de usar cazas biplazas; por consiguiente, no se recibieron órdenes de producción. Terminó sus días en la compañía Pratt & Whitney como bancada de experimentación de motores.

## Operadores
Estados Unidos
- Armada de los Estados Unidos

## Especificaciones
Referencia datos: Angelucci, 1987. pp. 182-183

### Características generales
- Tripulación: 2
- Longitud: 7,72 m
- Envergadura: 9,60 m
- Altura: 3,37 m
- Superficie alar: 27,40 m²
- Peso vacío: 1464 kg
- Peso máximo al despegue: 2119 kg
- Planta motriz: 1× motor radial de 14 cilindros y refrigerado por aire Pratt & Whitney R-1535-64.
  - Potencia: 700 hp

### Rendimiento
- Velocidad nunca excedida (Vne): 335 km/h
- Velocidad crucero (Vc): 274 km/h
- Alcance: 927 km
- Techo de vuelo: 7224 m (23700 pies)
- Régimen de ascenso: 8,48 m/s

### Armamento
- Ametralladoras: 

  - 3 de 7,62 mm
- Bombas: 230 kg

### Aeronaves similares
- Vought XF3U

### Secuencias de designación
- Secuencia F_D (Cazas de la Armada estadounidense, 1922-1962 (Douglas, 1922-1962)): XFD - F3D - F4D - F5D →

### Listas relacionadas
- Anexo:Aeronaves militares de los Estados Unidos (navales)